# Christoph J. Keller
Christoph J. Keller (* 15. September 1959 in Geldern/Niederrhein) ist ein deutscher Komponist, Pianist, Musikpädagoge und Musikrezensent.

## Leben
Nach dem Abitur am Friedrich-Spee-Gymnasium in Geldern studierte Christoph J. Keller Schulmusik und Musikerziehung an der Musikhochschule Saarbrücken und zusätzlich Musikwissenschaft und Theologie an der Universität des Saarlandes. Anschließend absolvierte er ein Konzertreifestudium mit dem Hauptfach Klavier bei Jean Micault. Christoph J. Keller lebt als freischaffender Komponist, Pianist, Musikpädagoge und Musikrezensent in Oldenburg. Er schreibt Rezensionen über Noten-Neuerscheinungen und Compact Discs mit zeitgenössischer Musik für die Neue Musikzeitung, Das Orchester und Üben & Musizieren. Er ist langjähriges Mitglied im Deutschen Tonkünstlerverband (DTKV), der European Piano Teachers Association (EPTA) und dem Deutschen Komponistenverband (DKV).

## Werk
Den Schwerpunkt seines Œuvres bilden Werke für Klavier (solo und vierhändig), Kompositionen für Einzeltonakkordeon, Kammermusiken in verschiedenen Besetzungen sowie melodramatische Werke für Sprecher und Klavier. Keller komponiert in einer Tonsprache, in der eine erweiterte und freie Tonalität, expressive Dynamik sowie eine eher strenge formale Anlage stilbildende Merkmale sind. Seine Musik trägt deutliche Bezüge zum Spätwerk Alexander Skrjabins und beinhaltet neben einer weiterentwickelten Quartharmonik zeitgenössische Spiel- und Kompositionstechniken. Die Werke sind traditionell notiert und weisen nur gelegentlich grafische Elemente auf.

## Veröffentlichungen
- Atlantis – für Klavier vierhändig (Inventio Musikverlag)
- Der Antichrist – Melodramatisches Oratorium für Sprecher, Gesangssolisten, Chor, Orgel, Trompete, Posaune und Schlagzeug (Inventio Musikverlag)
- Die Wiener Klassiker auf Reisen – für Klavier vierhändig (Inventio Musikverlag)
- Durch das Jahr – für Akkordeon (Augemus Musikverlag)
- Epigramme – für Akkordeon (Augemus Musikverlag)
- Entdecken & Gestalten – für Akkordeon oder Klavier (Augemus Musikverlag)
- Fantasie – für Akkordeon und Schlagzeug (Augemus Musikverlag)
- Improvisata – für Blockflöte und Akkordeon (Augemus Musikverlag)
- Im Wunderland – für Klavier solo (Inventio Musikverlag)
- Impressionen – für Klavier vierhändig (Noetzel Edition)
- Inparlando – für Violoncello solo (Inventio Musikverlag)
- Kaleidoskop – für Klavier solo (Inventio Musikverlag)
- Landschaftsbilder – für Akkordeon (Augemus Musikverlag)
- Meditation – für Flöte und Akkordeon (Augemus Musikverlag)
- Memento Mori – für zwei Akkordeons (Augemus Musikverlag)
- Memento Mori – für zwei Klaviere (Inventio Musikverlag)
- Metamorphosen – für Akkordeon (Augemus Musikverlag)
- Metamorphosen – für Klavier solo (Inventio Musikverlag)
- Mosaik I – für Klavier vierhändig (Inventio Musikverlag)
- Mosaik II – für Klavier vierhändig (Inventio Musikverlag)
- Mosaik III – für Klavier vierhändig (Inventio Musikverlag)
- Neues Jugendalbum – für Klavier solo (Noetzel Edition)
- Partita – für Violine solo (Inventio Musikverlag)
- Petite Suite – für Blockflöte und Akkordeon (Augemus Musikverlag)
- Präludium, Inventio und Choral – für Klavier (Inventio Musikverlag)
- Präludium und Fuge – für Orgel (Inventio Musikverlag)
- Rêverie – für Flöte oder Violine und Klavier (Inventio Musikverlag)
- Schatztruhe – für Klavier solo (Tonar og Steinar)
- Sechs Charakterbilder – für Violine und Akkordeon (Augemus Musikverlag)
- Sechs Klangstudien – für Klavier solo (Inventio Musikverlag)
- Tanzszenen – für Violoncello und Akkordeon (Augemus Musikverlag)
- Zehn Charaktertänze – für Blockflöte und Akkordeon (Augemus Musikverlag)

## Einspielungen
- Christophorus – erschienen auf „Legenden und Gebete“ von duo pianoworte (Musicaphon/Klassik Center)
- Das neue Rathaus – erschienen auf „Musikalische Streiche“ von duo pianoworte (Random House)
- Der Taucher – erschienen auf „Schiller beflügelt“ von duo pianoworte (Musicaphon/Klassik Center)
- Die Kristallkugel – erschienen auf „Ophelias Schattentheater“ von duo pianoworte (Thorofon/Bella Musica)
- Galgenlieder und mehr (musicaphon, M 56961)
- Klangstudien; Präludium, Inventio und Choral; Durch das Jahr – erschienen auf „Werke aus dem Manuskriptarchiv des DTKV“ (DTKV 2012)
- Sonnengesang – Das Trio Contraste spielt Werke von Christoph J. Keller (Gutingi)

## Auszeichnungen
- 1981 - 1. Preis beim Internationalen Klavierwettbewerb Madeleine de Valmalète/Paris
- 2001 – Kompositionspreis der Stadt Siegburg für das Werk „W. A. Mozart in Argentinien“
- 2002 – Kompositionspreis der Stadt Siegburg für den Klavierzyklus „Im Wunderland“
- 2004 - 1. Preis beim internationalen 16. Siegburger Komponistenwettbewerb für den Zyklus „Durch das Jahr“
- 2006 – Kompositionspreis beim 18. Siegburger Kompositionswettbewerb für das Werk „Präludio, Reminiscenzza e Fuga“
- 2017 – Sonderpreis der Humperdinck-Freunde für das Flötenquintett „Anima mundi“ beim Kompositionswettbewerb der Kreisstadt Siegburg 2017
- 2018 –  Erster Preis beim Ludwig-van-Beethoven Kompositionswettbewerb 2018 des DTKV Köln/Bonn für das Werk „Epitaph“ für Violoncello und Flügel